# Conway, North Carolina
Conway är en ort i Northampton County i delstaten North Carolina, USA.